# 웨베르통
웨베르통 페레이라 다 시우바(포르투갈어: Weverton Pereira da Silva, 1987년 12월 13일 ~ )는 웨베르통이라는 이름으로 알려져 있는 브라질의 축구 선수로 현재 캄페오나투 브라질레이루 세리이 A의 SE 파우메이라스에서 골키퍼로 활약하고 있다.

## 클럽 경력
위베르톤은 아크레의 리오 브랑코에서 태어났으며, 18세 때 유벤투스-AC에서 한 경기에서 뛰어난 모습을 보여 코린치안스의 유소년팀에 2006년 합류했다. 2007년에 주전 팀으로 승격되었지만, Rafael Santos의 승격 이후에는 4번째 골키퍼로 하차되었다. 그 후 위베르톤은 레무, 오에스테 그리고 아메리카 너트로 임대되었다. 후자와 함께 그는 브라질 세리에 B에서 규칙적으로 출전하며 베테랑 골키퍼 로돌포와 교대로 경기에 나섰다.
2010년 1월에 팀아우에서 해임된 후, 위베르톤은 잠시 후 보타포고-SP로 이적했다. 그가 팀에서 눈에 띄게 뛰어난 모습을 보이자, 그는 2010년 5월 12일에 포르투게사와 계약을 맺었다. 위베르톤은 루사에서 불후의 주전으로 출전하며 2011년에는 팀이 우승을 차지한 경기에 모두 출전하였다.
2012년 5월, 계약이 만료된 후, 그는 아틀레티코 파라나엔세로 이적하였다. 2014년 10월 15일, 2014년 세리에 A 캡틴으로 선정된 후 위베르톤은 2017년까지 계약을 갱신하였다.
2017년 12월, 위베르톤은 팔메이라스와 5년 계약을 맺었다. 그는 2021년 레코파 스다메리카에서 결정적인 패널티킥을 실패하여 데펜사 이 후스티시아의 승리를 가져오게 되었다.
2021년 8월, 2021년 리베르타도레스 컵 8강에서 상파울루를 이기면서 위베르톤은 마르코스를 따라 리베르타도레스 컵에서 가장 많은 승리를 거두는 팔메이라스 선수가 되었다.

## 국가 대표 경력
2016년 7월 31일, 위베르톤은 브라질 올림픽 대표팀이 2016 하계 올림픽에 참가하기 위해 로제리오 미칼레 감독이 부상으로 인해 팀을 떠난 페르난도 프라스를 대체하도록 선발되었다. 결승에서 그는 독일의 닐스 페테르젠에게 5번째 패널티킥에서 킥을 막아 브라질이 첫 올림픽 축구 금메달을 획득하는데 결정적인 역할을 했다.
2016년 하계 올림픽에서 금메달을 획득한 후, 위베르톤은 티테 감독에 의해 2018년 월드컵 남미 지역 예선에서 에콰도르와 콜롬비아와의 경기에 소집되었다.
2020년 10월 9일, 3년이 넘게 지난 후, 위베르톤은 브라질 국가 대표팀에 복귀하였다. 그는 복귀에 대해 "나에게 특별한 경기였다"고 말했다.
2021년 6월, 그는 본국에서 개최된 2021년 코파 아메리카를 위해 브라질 대표팀의 명단에 포함되었다. 6월 23일, 그는 브라질의 세 번째 조 경기에서 콜롬비아를 상대로 2-1로 승리한 경기에 출전했다.
2022년 11월 7일, 위베르톤은 2022 FIFA 월드컵을 위해 브라질 대표팀에 선발되었다. 그는 16강전인 대한민국과의 경기에서 80분에 앨리슨 베커 대신 교체 출전하였으며, 브라질이 4-1로 앞선 상태를 유지하며 어떠한 골도 먹히지 않았다.